# Serie A1 (koszykówka kobiet)
Serie A1 – najwyższa klasa żeńskich rozgrywek koszykarskich we Włoszech. Liga została utworzona w 1930.

## Zespoły w sezonie 2018/2019
- PB63 Battipaglia
- Broni
- USE Empoli
- Le Mura Lucca
- Dike Neapol
- Eirene Ragusa
- San Martino
- Pallacanestro Femminile Schio
- Geas
- Pallacanestro Torino
- Reyer Wenecja
- Vigarano

## Medalistki
| Sezon                                                                   | Mistrzynie                   | Wicemistrzynie                      | Adnoacje                                                          |
| ----------------------------------------------------------------------- | ---------------------------- | ----------------------------------- | ----------------------------------------------------------------- |
| Mistrzostwa FIAF (Włoska Federacja Sportu Kobiet)                       |                              |                                     |                                                                   |
| 1924                                                                    | Club Atletico Torino         | Unione Sportiva Mediolan            |                                                                   |
| 1925                                                                    | Pro Patria Busto Arsizio     | Club Atletico Torino                |                                                                   |
| 1926                                                                    | Pro Patria Busto Arsizio     | Forza e Coraggio Milano             |                                                                   |
| 1927                                                                    | Pro Patria Busto Arsizio     | Cotonificio Cantoni Castellanza (A) |                                                                   |
| 1928                                                                    | Pro Patria Busto Arsizio (A) | Cotonificio Cantoni Castellanza (A) |                                                                   |
| Mistrzostwa zarządzane przez FIPAC, a następnie FIP                     |                              |                                     |                                                                   |
| 1930                                                                    | Triestina                    |                                     |                                                                   |
| 1931                                                                    | Triestina                    |                                     |                                                                   |
| 1932                                                                    | S.S. Gioiosa                 | A.P. Neapol                         |                                                                   |
| 1933                                                                    | Canottieri Mediolan          |                                     |                                                                   |
| 1934                                                                    | Canottieri Mediolan          |                                     |                                                                   |
| 1935                                                                    | Canottieri Mediolan          |                                     |                                                                   |
| 1936                                                                    | Ambrosiana-Inter             |                                     |                                                                   |
| 1937                                                                    | Ambrosiana-Inter             |                                     |                                                                   |
| 1938                                                                    | Ambrosiana-Inter             |                                     |                                                                   |
| 1939                                                                    | Ambrosiana-Inter             |                                     |                                                                   |
| 1939-1940                                                               | Ilva Trieste                 | Ambrosiana-Inter                    |                                                                   |
| 1940-1941                                                               | GUF Neapol                   |                                     |                                                                   |
| 1941-1942                                                               | GUF Mediolan                 |                                     |                                                                   |
| 1942-1943                                                               | Canottieri Mediolan          | Reyer Wenecja                       |                                                                   |
| W latach 1944–1945 zawieszono rozgrywki ze względu na II wojnę światową |                              |                                     |                                                                   |
| 1945-1946                                                               | Reyer Wenecja                | Bernocchi Legnano                   |                                                                   |
| 1946-1947                                                               | Bernocchi Legnano            |                                     |                                                                   |
| 1947-1948                                                               | Bernocchi Legnano            | Indomita Rzym                       |                                                                   |
| 1948-1949                                                               | Indomita Rzym                | Bernocchi Legnano                   |                                                                   |
| 1949-1950                                                               | Comense                      | Indomita Rzym                       |                                                                   |
| 1950-1951                                                               | Comense                      | Indomita Rzym                       |                                                                   |
| 1951-1952                                                               | Comense                      | Triestina                           |                                                                   |
| 1952-1953                                                               | Comense                      | Bernocchi Legnano                   |                                                                   |
| 1953-1954                                                               | Bernocchi Legnano            | Comense                             |                                                                   |
| 1954-1955                                                               | Bernocchi Legnano            | Autonomi Torino                     |                                                                   |
| 1955-1956                                                               | Triestina                    | Bernocchi Legnano                   |                                                                   |
| 1956-1957                                                               | Triestina                    | Udinese                             |                                                                   |
| 1957-1958                                                               | Stock Trieste                | Udinese                             |                                                                   |
| 1958-1959                                                               | Udinese                      | Triestina                           |                                                                   |
| 1959-1960                                                               | Udinese                      | Stock Trieste                       |                                                                   |
| 1960-1961                                                               | Udinese                      | FIAT Torino                         | mistrzostwa wieloetapowe                                          |
| 1961-1962                                                               | FIAT Torino                  | Udinese                             | mistrzostwa wieloetapowe                                          |
| 1962-1963                                                               | FIAT Torino                  | Standa Mediolan                     |                                                                   |
| 1963-1964                                                               | FIAT Torino                  | Firte Pavia                         |                                                                   |
| 1964-1965                                                               | Portorico Vicenza            | FIAT Torino                         |                                                                   |
| 1965-1966                                                               | Portorico Vicenza            | Standa Mediolan                     |                                                                   |
| 1966-1967                                                               | Recoaro Vicenza              | FIAT Torino                         |                                                                   |
| 1967-1968                                                               | Recoaro Vicenza              | Standa Mediolan                     |                                                                   |
| 1968-1969                                                               | Recoaro Vicenza              | Standa Mediolan                     |                                                                   |
| 1969-1970                                                               | Geas Sesto San Giovanni      | Standa Mediolan                     |                                                                   |
| 1970-1971                                                               | Geas Sesto San Giovanni      | Vicenza                             |                                                                   |
| 1971-1972                                                               | Geas Sesto San Giovanni      | Standa Mediolan                     |                                                                   |
| 1972-1973                                                               | Standa Milano                | Geas Sesto San Giovanni             |                                                                   |
| 1973-1974                                                               | Geas Sesto San Giovanni      | Standa Mediolan                     |                                                                   |
| 1974-1975                                                               | Geas Sesto San Giovanni      | Pagnossin Treviso                   |                                                                   |
| 1975-1976                                                               | Geas Sesto San Giovanni      | Standa Mediolan                     |                                                                   |
| 1976-1977                                                               | Geas Sesto San Giovanni      | Pagnossin Treviso                   |                                                                   |
| 1977-1978                                                               | Geas Sesto San Giovanni      | Teksid Torino                       |                                                                   |
| 1978-1979                                                               | Teksid Torino                | Sorgente Alba Mediolan              |                                                                   |
| 1979-1980                                                               | FIAT Torino                  | Algida Rzym                         |                                                                   |
| 1980-1981                                                               | Pagnossin Treviso            | Zolu Vicenza                        | Podział Serie A na Serie A1 i Serie A2, czyli I i II ligę kobiet. |
| 1981-1982                                                               | Zolu Vicenza                 | Accorsi Torino                      |                                                                   |
| 1982-1983                                                               | Zolu Vicenza                 | GBC Mediolan                        |                                                                   |
| 1983-1984                                                               | Zolu Vicenza                 | GBC Mediolan                        |                                                                   |
| 1984-1985                                                               | Fiorella Vicenza             | Bata Viterbo                        |                                                                   |
| 1985-1986                                                               | Primigi Vicenza              | Deborah Mediolan                    |                                                                   |
| 1986-1987                                                               | Primigi Vicenza              | Deborah Mediolan                    |                                                                   |
| 1987-1988                                                               | Primigi Vicenza              | Deborah Mediolan                    |                                                                   |
| 1988-1989                                                               | Enichem Priolo               | Gemeaz Mediolan                     |                                                                   |
| 1989-1990                                                               | Unicar Cesena                | Pool Comense                        |                                                                   |
| 1990-1991                                                               | Pool Comense                 | Conad Cesena                        |                                                                   |
| 1991-1992                                                               | Pool Comense                 | Conad Cesena                        |                                                                   |
| 1992-1993                                                               | Pool Comense                 | Conad Cesena                        |                                                                   |
| 1993-1994                                                               | Pool Comense                 | Marani Cesena                       |                                                                   |
| 1994-1995                                                               | Pool Comense                 | Famila Schio                        |                                                                   |
| 1995-1996                                                               | Pool Comense                 | TMC Cesena                          |                                                                   |
| 1996-1997                                                               | Pool Comense                 | CariParma                           |                                                                   |
| 1997-1998                                                               | Pool Comense                 | Famila Schio                        |                                                                   |
| 1998-1999                                                               | Pool Comense                 | Famila Schio                        |                                                                   |
| 1999-2000                                                               | Isab Energy Priolo           | Famila Schio                        |                                                                   |
| 2000-2001                                                               | Cerve Parma                  | Pool Comense                        |                                                                   |
| 2001-2002                                                               | Pool Comense                 | Famila Schio                        |                                                                   |
| 2002-2003                                                               | Taranto Cras Basket          | Pool Comense                        |                                                                   |
| 2003-2004                                                               | Pool Comense                 | Meverin Parma                       | mistrzostwa wieloetapowe                                          |
| 2004-2005                                                               | Famila Schio                 | HS Penta Faenza                     |                                                                   |
| 2005-2006                                                               | Famila Schio                 | Acer Priolo                         |                                                                   |
| 2006-2007                                                               | Phard Napoli                 | Germano Zama Faenza                 |                                                                   |
| 2007-2008                                                               | Famila Schio                 | Phard Neapol                        |                                                                   |
| 2008-2009                                                               | Taranto Cras Basket          | Umana Wenecja                       |                                                                   |
| 2009-2010                                                               | Taranto Cras Basket          | Famila Wüber Schio                  |                                                                   |
| 2010-2011                                                               | Famila Wüber Schio           | Taranto Cras Basket                 |                                                                   |
| 2011-2012                                                               | Taranto Cras Basket          | Famila Wüber Schio                  |                                                                   |
| 2012-2013                                                               | Famila Wüber Schio           | Gesam Gas Lucca                     |                                                                   |
| 2013-2014                                                               | Famila Wüber Schio           | Passalacqua Trasporti Ragusa        |                                                                   |
| 2014-2015                                                               | Famila Wüber Schio           | Passalacqua Trasporti Ragusa        |                                                                   |
| 2015-2016                                                               | Famila Wüber Schio           | Gesam Gas Lucca                     |                                                                   |
| 2016-2017                                                               | Gesam Gas Lucca              | Famila Wüber Schio                  |                                                                   |
| 2017-2018                                                               | Famila Wüber Schio           | Passalacqua Trasporti Ragusa        |                                                                   |

## Tytuły według klubów
| Liczba tytułów | Zespół |
| -------------- | --- |
| 15             | Pool Comense |
| 12             | Vicenza |
| 9              | Pallacanestro Femminile Schio |
| 8              | GEAS |
| 5              | FIAT Torino Ginnastica Triestina |
| 4              | Pro Patria et Libertate Canottieri Mediolan Ambrosiana-Inter Bernocchi Legnano Taranto Cas |
| 3              | Udinese |
| 2              | Trogylos Priolo |
| 1              | Atletico Torino Gioiosa Mediolan Ilva Trieste GUF Neapol GUF Mediolan Reyer Wenecja Indomita Rzym Femminile Basket Mediolan Pallacanestro Femminile Treviso Ahena Cesena Parma Neapol Vomero Le Mura Lucca |